# Лазар Ранджелович
Лазар Ранджелович (серб. Lazar Ranđelović / Лазар Ранђеловић, нар. 5 серпня 1997, Лесковац) — сербський футболіст, нападник клубу «Урал».

## Клубна кар'єра
Народився 5 серпня 1997 року в місті Лесковац. Вихованець футбольної школи клубу «Слога» зі свого рідного міста.
У дорослому футболі дебютував 2015 року виступами за команду «Єдинство» (Бошняце), в якій провів один сезон 2015/16, взявши участь у 21 матчі третього за рівнем дивізіону Сербії. Більшість часу, проведеного у складі У складі, був основним гравцем атакувальної ланки команди. Потім у першій половині сезону 2016/17 грав там же за клуб «Радан».
На початку 2017 року став гравцем вищого дивізіону «Раднички» (Ниш), але відразу повернувся назад у третій дивізіон, догравши сезон у клубі «Цар Константін». Повернувшись у «Раднички» на початку сезону 2017/18 він дебютував у Суперлізі в грі проти столичної «Црвени Звезди». Зігравши лише один матч, був знову змушений був понизитись у класі і провів цей сезон у клубі другого дивізіону «Динамо» (Вранє), допомігши своїй команді зайняти друге місце і вийшов з клубом у Суперлігу .
30 серпня 2018 року Лазар перейшов у грецький «Олімпіакос», втім залишився у «Радничках» ще на один сезон на правах оренди. Станом на 10 січня 2019 року відіграв за команду з Ниша 21 матч в національному чемпіонаті.

## Виступи за збірну
З 2018 року залучався до складу молодіжної збірної Сербії , з якою кваліфікувався на молодіжний чемпіонат Європи 2019 року. На молодіжному рівні зіграв у 3 офіційних матчах, забив 1 гол.

## Титули і досягнення
- Чемпіон Греції (2):

«Олімпіакос»: 2019–20, 2020–21
- Володар Кубка Греції (1):

«Олімпіакос»: 2019–20